# Filtr Bessela
Filtr Bessela – filtr, w którym opóźnienie nie zależy od częstotliwości, tzn. w którym przesunięcie fazowe jest proporcjonalne do częstotliwości. Są to idealne właściwości do przenoszenia impulsów prostokątnych.
Filtr ten może być stosowany tylko do filtrów dolnoprzepustowych i górnoprzepustowych, nie ma zafalowań i posiada bardzo szerokie pasmo przejściowe.